# Холбех, Брайс
Брайс Холбех (англ. Bryce Holbech; род. 21 июня 1975 года в Принс-Джордже, провинция Британская Колумбия) — канадский конькобежец, специализировавшийся в шорт-треке. Трёхкратный чемпион мира.

## Спортивная карьера
Брайс Холбех родился в Принс-Джордже, но позже переехал в Абботсфорд, выпускник средней школы  Йельского университета в течение 4-х лет был одним из лучших конькобежцев мира. В 1992 году завоевал серебряную и бронзовую медали на чемпионате Северной Америки по шорт-треку и вошёл в состав национальной сборной Канады. В 1993 году в составе команды занял второе место на командном чемпионате мира в Будапеште. Через 2 года в 1995 году Брайс выиграл золотую медаль в эстафете вместе с Марком Ганьоном, Фредериком Блэкберном, Сильвеном Ганьоном на чемпионате мира в Йевике. Через неделю взяли золото на командном чемпионате мира в Зутермере. На следующий год взял серебро  в Гааге и очередную золотую медаль в команде в Лейк-Плэсиде. В октябре 1996 года он получил тяжёлую травму, перелом лодыжки и завершил карьеру спортсмена. Брайс Холбех трижды признан лучшим конькобежцем года в Британской ассоциации конькобежцев.

## Тренерская карьера
После ухода из спорта Брайс занимался банковским делом, но продолжал работать волонтёром в канадском техническом комитете. С 2007-2010 года работал спортивным менеджером по шорт-треку, в том числе на Олимпийских играх в Ванкувере и тренером по силовым и тренировочным дисциплинам в американской сборной по конькобежному спорту в Солт-Лейк-Сити. В настоящее время живёт с семьёй в  Чилливаке.

## Награды
- 2004 год — введён в спортивный зал Славы Абботсфорда